# Рипстик
Рипстик (на английски: Ripstik) е тип скейтборд, който съчетава в себе си също така елементи на сноуборда и сърфборда. Той наподобява „Дъ Уейв“ (The Wave), друг скейтборд, патентован през 2004 година. Рипстик е патентован през 2007 година и има по-дълга тръба в средата, но по-малка платформа. Колелата му са направени от полиуретан с диаметър 78 мм. Най-разпространени са в Америка. Труден е за управление от хора, които не са карали поне класически скейтборд.

## Някои основни разлики
Рипстик има само две колела за разлика от класическия скейтборд и всяко от тях може да се върти независимо от другото, не трябва да се слиза от рипстика, за да му се предаде ускорение. Състои се от две малки платформи вместо една цяла и е много гъвкав – може да се извива с движение на крака нагоре-надолу. Може да прави резки завои. На английски принципът на задвижване се казва: propelling: self propelled skateboard.
Има и други типове скейтбордове използващи подобен механичен принцип.